# Heineken Open 2001 - Qualificazioni doppio
Le qualificazioni del doppio  dell'Heineken Open 2001 sono state un torneo di tennis preliminare per accedere alla fase finale della manifestazione. I vincitori dell'ultimo turno sono entrati di diritto nel tabellone principale. In caso di ritiro di uno o più giocatori aventi diritto a questi sono subentrati i lucky loser, ossia i giocatori che hanno perso nell'ultimo turno ma che avevano una classifica più alta rispetto agli altri partecipanti che avevano comunque perso nel turno finale.
Le qualificazioni del doppio del torneo Heineken Open 2001 prevedevano 4 coppie partecipanti di cui una è entrata nel tabellone principale.

## Teste di serie
1. Paul Rosner /  Jason Weir-Smith (Qualificati)

1. Brandon Coupe /  Antonio Prieto (primo turno)

## Tabellone

### Legenda
| - Q = Qualificato - WC = Wild card - LL = Lucky loser | - ALT = Alternate - SE = Special Exempt - PR = Protected Ranking | - w/o = Walkover - r = Ritirato - d = Squalificato |

|  | Primo turno | Primo turno                               | Primo turno | Primo turno | Primo turno |  |  | Ultimo turno | Ultimo turno                         | Ultimo turno                         | Ultimo turno | Ultimo turno |  |
|  |             |                                           |             |             |             |  |  |              |                                      |                                      |              |              |  |
|  | 1           | Paul Rosner Jason Weir-Smith              | 3           | 7           | 7           |  |  |              |                                      |                                      |              |              |  |
|  |             | German Puentes-Alcaniz Marcos Roy-Girardi | 6           | 68          | 64          |  |  | 1            | Paul Rosner Jason Weir-Smith         | Paul Rosner Jason Weir-Smith         | 6            | 7            |  |
|  |             | Lee Radovanovich Andreas Vinciguerra      | 3           | 6           | 6           |  |  |              | Lee Radovanovich Andreas Vinciguerra | Lee Radovanovich Andreas Vinciguerra | 4            | 63           |  |
|  | 2           | Brandon Coupe Antonio Prieto              | 6           | 3           | 3           |  |  |              |                                      |                                      |              |              |  |